# Tom Cairney
Thomas Cairney (Nottingham, 20 januari 1991) is een Schots voetballer die doorgaans speelt als middenvelder. In juli 2015 verruilde hij Blackburn Rovers voor Fulham. Cairney maakte in 2017 zijn debuut in het Schots voetbalelftal.

## Clubcarrière
Cairney speelde in de jeugd bij Leeds United en stapte in 2007 over naar Hull City. Na twee jaar werd hij overgeheveld naar het eerste elftal. Op 25 augustus 2009 maakte hij zijn officiële debuut voor Hull, toen in de League Cup met 3–1 gewonnen werd van Southend United. Tijdens dit duel maakte Cairney ook direct zijn eerste doelpunt. Nog tijdens dat seizoen, op 31 maart 2010, verlengde de middenvelder zijn verbintenis bij Hull met drie seizoenen. Voor aanvang van het seizoen 2013/14 werd Cairney door Hull verhuurd aan Blackburn Rovers. Een half jaar later werd hij definitief vastgelegd door Blackburn, bij wie hij een contract voor drieënhalf jaar ondertekende. Anderhalf jaar later verliet Cairney Blackburn weer. Fulham nam de middenvelder over en gaf hem een contract tot medio 2019. In 2017 werd deze verbintenis verlengd met twee jaar tot medio 2021. Later die zomer werd hij ook verkozen tot de nieuwe aanvoerder van Fulham na het voetbalpensioen van Scott Parker. Een jaar later kwamen er opnieuw twee seizoenen bij op zijn contract. In 2019 tekende Cairney voor het derde jaar op rij een contractverlenging, tot medio 2024. Een half seizoen voor deze afliep werd zijn contract opengebroken en met een jaar verlengd. Na het initieel aflopen van zijn contract tekende Cairney in juli 2025 alsnog een contract voor een jaar extra.

## Clubstatistieken
| Seizoen | Club               | Competitie     | Competitie | Competitie | Beker | Beker | Internationaal | Internationaal | Totaal | Totaal |
| Seizoen | Club               | Competitie     | Wed.       | Dlp.       | Wed.  | Dlp.  | Wed.           | Dlp.           | Wed.   | Dlp.   |
| ------- | ------------------ | -------------- | ---------- | ---------- | ----- | ----- | -------------- | -------------- | ------ | ------ |
| 2009/10 | Hull City          | Premier League | 11         | 1          | 3     | 1     | —              | —              | 14     | 2      |
| 2010/11 | Hull City          | Championship   | 22         | 1          | 1     | 0     | —              | —              | 23     | 1      |
| 2011/12 | Hull City          | Championship   | 27         | 0          | 2     | 1     | —              | —              | 29     | 1      |
| 2012/13 | Hull City          | Championship   | 10         | 0          | 4     | 1     | —              | —              | 14     | 1      |
| 2013/14 | → Blackburn Rovers | Championship   | 23         | 1          | 3     | 1     | —              | —              | 26     | 2      |
| 2013/14 | Blackburn Rovers   | Championship   | 14         | 4          | 0     | 0     | —              | —              | 14     | 4      |
| 2014/15 | Blackburn Rovers   | Championship   | 39         | 3          | 6     | 0     | —              | —              | 45     | 3      |
| 2015/16 | Fulham             | Championship   | 39         | 8          | 3     | 0     | —              | —              | 42     | 8      |
| 2016/17 | Fulham             | Championship   | 47         | 13         | 4     | 0     | —              | —              | 51     | 13     |
| 2017/18 | Fulham             | Championship   | 37         | 6          | 0     | 0     | —              | —              | 37     | 6      |
| 2018/19 | Fulham             | Premier League | 31         | 1          | 2     | 0     | —              | —              | 33     | 1      |
| 2019/20 | Fulham             | Championship   | 42         | 8          | 1     | 0     | —              | —              | 43     | 8      |
| 2020/21 | Fulham             | Premier League | 10         | 1          | 1     | 0     | —              | —              | 11     | 1      |
| 2021/22 | Fulham             | Championship   | 26         | 3          | 2     | 0     | —              | —              | 28     | 3      |
| 2022/23 | Fulham             | Premier League | 33         | 2          | 5     | 1     | —              | —              | 38     | 3      |
| 2023/24 | Fulham             | Premier League | 34         | 1          | 8     | 1     | —              | —              | 42     | 2      |
| 2024/25 | Fulham             | Premier League | 25         | 2          | 4     | 0     | —              | —              | 29     | 2      |
| Totaal  | Totaal             | Totaal         | 470        | 55         | 49    | 6     | 0              | 0              | 519    | 61     |

Bijgewerkt op 22 juli 2025.

## Interlandcarrière
Cairney maakte zijn debuut in het Schots voetbalelftal op 22 maart 2017, toen met 1–1 gelijkgespeeld werd tegen Canada. Fraser Aird opende de score namens de Canadezen, maar via Steven Naismith werd het nog voor rust gelijk. Cairney mocht van bondscoach Gordon Strachan in de basis beginnen en hij werd veertien minuten voor het eind van de wedstrijd gewisseld ten faveure van John McGinn.
| Interlands van Tom Cairney voor Schotland | Interlands van Tom Cairney voor Schotland | Interlands van Tom Cairney voor Schotland | Interlands van Tom Cairney voor Schotland | Interlands van Tom Cairney voor Schotland | Interlands van Tom Cairney voor Schotland | Interlands van Tom Cairney voor Schotland |
| №                                         | Datum                                     | Wedstrijd                                 | Uitslag                                   | Competitie                                | Goals                                     |                                           |
| Als speler bij Fulham                     | Als speler bij Fulham                     | Als speler bij Fulham                     | Als speler bij Fulham                     | Als speler bij Fulham                     | Als speler bij Fulham                     | Als speler bij Fulham                     |
| ----------------------------------------- | ----------------------------------------- | ----------------------------------------- | ----------------------------------------- | ----------------------------------------- | ----------------------------------------- | ----------------------------------------- |
| 1                                         | 22 maart 2017                             | Schotland – Canada                        | 1 – 1                                     | Vriendschappelijk                         |                                           |                                           |
| 2                                         | 23 maart 2018                             | Schotland – Costa Rica                    | 0 – 1                                     | Vriendschappelijk                         |                                           |                                           |

Bijgewerkt op 22 juli 2025.

## Erelijst
| Championship | 1 | 2021/22 |